# Volley-ball féminin à l'Universiade d'été
Le tournoi de volley-ball féminin aux Universiades d'été a été introduit lors de l'édition de 1961, mais a été absent en 1975 et 1989.

## Palmarès
| Année | Organisateur | Médaille d'or    | Médaille d'argent | Médaille de bronze   |
| ----- | ------------ | ---------------- | ----------------- | -------------------- |
| 1961  | Bulgarie     | Union soviétique | Bulgarie          | Roumanie             |
| 1963  | Brésil       | Brésil           | Pérou             | Chili                |
| 1965  | Hongrie      | Union soviétique | Roumanie          | Tchécoslovaquie      |
| 1967  | Japon        | Japon            | Philippines       | Hong Kong            |
| 1970  | Italie       | Union soviétique | Japon             | Bulgarie             |
| 1973  | URSS         | Union soviétique | Bulgarie          | Brésil               |
| 1977  | Bulgarie     | Union soviétique | Cuba              | Bulgarie             |
| 1979  | Mexique      | Union soviétique | Japon             | Cuba                 |
| 1981  | Roumanie     | Chine            | Cuba              | Brésil               |
| 1983  | Canada       | Brésil           | Chine             | Japon                |
| 1985  | Japon        | Japon            | Corée du Sud      | Allemagne de l'Ouest |
| 1987  | Yougoslavie  | Chine            | Union soviétique  | Allemagne de l'Est   |
| 1991  | Royaume-Uni  | Italie           | Roumanie          | États-Unis           |
| 1993  | États-Unis   | Roumanie         | États-Unis        | Suisse               |
| 1995  | Japon        | Chine            | Japon             | Russie               |
| 1997  | Italie       | Russie           | États-Unis        | Japon                |
| 1999  | Espagne      | Chine            | Russie            | France               |
| 2001  | Chine        | Chine            | Russie            | Thaïlande            |
| 2003  | Corée du Sud | Chine            | Taipei chinois    | Russie               |
| 2005  | Turquie      | Taipei chinois   | Pologne           | Chine                |
| 2007  | Thaïlande    | Pologne          | Serbie            | Chine                |
| 2009  | Serbie       | Italie           | Serbie            | Pologne              |
| 2011  | Chine        | Brésil           | Chine             | Russie               |
| 2013  | Russie       | Russie           | Brésil            | Thaïlande            |
| 2015  | Corée du Sud | Russie           | Ukraine           | Japon                |
| 2017  | Taïwan       | Russie           | Japon             | Ukraine              |
| 2019  | Italie       | Russie           | Italie            | Japon                |
| 2023  | Chine        | Chine            | Japon             | Pologne              |